# マリウス・セスティエ
マリウス・イーリー・ジョゼフ・セスティエ（Marius Ely Joseph Sestier、1861年9月8日 - 1928年11月8日）は、フランスの撮影監督。セスティエはオーストラリアで制作した作品で最もよく知られており、オーストラリア最初期の映画作品をいくつか撮影した。
ドローム県ソゼに生まれたセスティエは、リヨンで薬学を学び、薬剤師の仕事をしていた。彼は初期の映画製作者であるリュミエール兄弟（オーギュストとルイ・リュミエール）に雇われ、フランス国外でシネマトグラフのデモンストレーションをおこなった。このため彼は、1896年6月にインドに赴き、1896年7月7日にボンベイのワトソンズ・ホテルで、リュミエール兄弟が制作した6本の短編映画を披露したが、これはインドで動画が上映された最初の機会であった。セスティエはボンベイ滞在中に自ら映画の撮影もしたが、フランスの税関が未現像のフィルムのパッケージを開けたため、リュミエール兄弟はこれらの映画の品質に満足せず、カタログに掲載しなかった。
インドでの仕事を完了した後、セスティエはシドニーに赴き、当地でフィルムの現像ができる暗室を構えていたオーストラリアの写真家ヘンリー・ウォルター・バーネットと出会った。
1896年9月、セスティエとバーネットは、チャールズ・ウェストマコット (Charles Westmacott) とともに、シドニーのピット・ストリートにオーストラリア初の映画館サロン・リュミエール (Salon Lumière) を開設した。セスティエとバーネットは、自分たちで独自の映画作品を制作し始め、まず最初にマンリーに到着したフェリー PS Brighton から下船する乗客たちの姿を捉えた短編映画を作ったが、これはオーストラリアで最初に撮影され、上映された映画となった。セスティエとバーネットは、シドニーとメルボルンで19本ほどの映画を共同して制作したが、中でも特筆すべきなのは1896年のメルボルンカップの競馬であった。この呼び物となった映画は、時系列順に表示される1分間の映画10本で構成され（当時のカメラの制約により、映画を分割する必要があった）、1896年11月19日にメルボルンのプリンセス劇場で初公開され、セスティエはその際に講演もおこなった。その模様は、『ジ・エイジ』紙や『ザ・ブレティン』誌といったオーストラリアのマスコミで取り上げられ、また、オーストラリアで最初の映画制作として言及されてきている。
バーネットとのビジネス・パートナーシップが終了した後も、セスティエはオーストラリアを巡回し続け、1897年5月までシネマトグラフのデモンストレーションと映画の上映を続けた。フランスに戻った後、彼はリュミエール特許会社の取締役になった。

## フィルモグラフィ

### オーストラリア
| タイトル                                          | キャスト                           | ジャンル                   | 注記          |
| ------------------------------------------------- | ---------------------------------- | -------------------------- | ------------- |
| 1896年 シドニー                                   |                                    |                            |               |
| Passengers Alighting from Ferry Brighton at Manly |                                    | 短編ドキュメンタリー       | 11月24日 IMDb |
| New South Wales Horse Artillery in Action         |                                    | 短編ドキュメンタリー       | 11月24日 IMDb |
| Patineur Grotesque                                |                                    | 短編コメディ               | IMDb          |
| 1896年 メルボルン                                 |                                    |                            |               |
| Victoria Derby                                    | Lady Brassey                       | スポーツ・ドキュメンタリー | 10月31日撮影  |
| The Melbourne Cup                                 | Henry Walter Barnett, Lord Brassey | スポーツ・ドキュメンタリー | 11月24日 IMDb |